# Gare de Boulogne-Aéroglisseurs
Gare de Boulogne-Aéroglisseurs megszűnt vasútállomás Franciaországban, Le Portel településen.

## Vasútvonalak
Az állomást az alábbi vasútvonalak érintik:

## Kapcsolódó állomások
A vasútállomáshoz az alábbi állomások vannak a legközelebb: